# Rivière Belle-Isle
La rivière Belle-Isle est un affluent de la rive nord du fleuve Saint-Laurent, descendant dans la municipalité de Portneuf et Deschambault-Grondines, dans la municipalité régionale de comté (MRC) Portneuf, dans la région administrative de la Capitale-Nationale, dans la province de Québec, au Canada.

## Géographie
La vallée de la rivière Belle-Isle est surtout desservie par la route 138 qui longe la rive nord de l'estuaire fluvial du Saint-Laurent et la route 363 qui passe du côté nord de cette vallée. La rivière à une longueur de 26,5 km et un bassin versant de 39,6 km2. Son débit moyen est de 1,07 m3 s. 
La rivière Belle-Isle est située sur la rive nord du fleuve Saint-Laurent, à mi-chemin entre Trois-Rivières et Québec entre les bassins versants de la rivière Sainte-Anne à l'ouest et de la rivière Portneuf à l'est.
La rivière Belle-Isle prend sa source dans les Laurentides. À partir de sa source, elle coule sur environ 26 km vers le sud-ouest jusqu'à son embouchure dans l'estuaire du Saint-Laurent. Une partie du cours d'eau est souterrain, près de son embouchure sur le fleuve Saint-Laurent, la rivière plonge sous terre sur une longueur de 250 m. 

## Toponymie
Le nom de cette rivière rappellerait le souvenir de Henri Belisle (ou Belle Isle), dit Germain, qui s'est établi sur les rives de ce cours d'eau en 1711.
Le toponyme Belle-Isle a été officialisé le 9 mars 1988 à la Banque des noms de lieux de la Commission de toponymie du Québec.